# 월드 오브 워플레인
《월드 오브 워플레인》 (영어 : World of Warplanes)는 Persha Studia가 개발하고 워게이밍이 퍼블리싱하는부분유료화 대규모 온라인 공중 전투 게임이다. 2013년 11월 독립국가연합, 북미, 유럽에 출시하였으며, 2017년 10월에 월드 오브 워플레인 2.0으로 재출시를 하면서 오히려 1.0 시절보다 못한 게임시스템과 더욱 나빠진 최적화로 엄청난 비난을 받고있다.

## 게임 플레이
월드 오브 워 플레인에는 독일, 소련, 미국, 일본, 영국, 프랑스, 중국의 100대가 넘는 유명 군용기와 시험기가 등장한다. 플레이어는 5종류의 병과를 선택하여 플레이 할 수 있으며, 프리미엄 군용기도 운영할 수 있다.  각 국가는 고유한 테크트리가 있어서, 1930년대 초반의 복엽기가 등장하는 1단계부터 1940년대 말의 제트기까지 다양한 비행편대를 구성할 수 있다. 모든 군항기들은 게임을 하면서 연구하고 업그레이드를 할 수 있다.
다양한 무기, 엔진, 추가장비, 소모품을 활용하여 자신의 군항기를 업그레이드할 수 있다. 4635종의 세팅가능한 옵션이 존재하며, 독특하게 조합이 가능한 위장무늬도 등장하여 자신의 원하는 성능 향상(속도 향상 등)이 적용된 군항기를 만들 수도 있다. 월드 오브 워플레인에는 실제 지형을 기반으로 개발된 독특하고 다양한 전장이 존재한다. 동일 장르의 유사한 게임들과는 달리, 월드 오브 워 플레인에는 탄약 제한이 없으나, 일정 시간 이상 지속 사격을 할 경우 총신이 과열되면서 발사 속도와 정확도가 감소하며, 폭탄이나 로켓을 일정시간마다 다시사용할 수 있는 시스템을 도입하였다.
각 병종의 같은 단계에 속한 군항기라 할지라도 국가 별로 화력이나 비행특성에 차별성이 있다. 예를 들어 소련 또는 일본의 전투기는 같은 단계에서 독일이나 미국 전투기보다 수평 기동력이 더 좋으나, 수직 기동력이 떨어지고 방어력이 떨어진다. 월드 오브 워플레인은 타 군항기간의 직관적 성능 비교를 위하여 군항기 대조 시스템을 지원하고 있다. 공식 사이트의 비행 역사 페이지를 보면 특정 비행에 대한 추가적 정보를 확인할 수 있다. 월드 오브 워플레인이 발전해감에 따라 연구 계통도 지속적으로 확장해나가고 있다. 새로운 국가와 그에 속한 군항기의 연구 계통도 출시 이후에 꾸준히 도입 중이다.

### 게임 모드
기본적 게임모드인 훈련모드와 일반 전투에는 PvP와 PvE 전투 모드가 혼재되어 있다. 훈련모드에는 신규 사용자와 팀이 자유롭게 전술, 신규 항공기, 사격술을 연마할 수 있는 장소를 제공한다. 훈련모드에서는 크레딧인 경험치가 제공되지 않는다.
일반 전투는 게임 내 컨텐츠를 획득할 수 있는 크레딧과 경험치를 얻을 수 있는 유일한 곳이다. 일반 전투에서 플레이어는 상대의 지상 및 공중 목표물을 더 많이 격추하여 제공권을 장악하거나, 상대방 전투기를 모두 격추해야 승리할 수 있다. 2015년 10월 1.9.0 출시에 따라, 일반 전투에 봇이 도입되면서 대전 상대에 따른 밸런스에 어려움을 겪던 플레이어들에게 큰 도움이 되었으며, 다른 워게이밍 타이틀과 달리 일반 전투에서 플레이어 대 플레이어 대전이 강요되지 않고, 봇과 함께 싸울 수 있게 되었다.
2.0 업데이트에 따라, 월드 오브 워플레인에 리스폰 시스템이 도입되었으며, 다른 워게이밍 타이틀과 비교하여 주요한 차이점이 되었다. 주요 게임 모드는 두팀이 게임의 영토를 점령하면서 포인트를 축적해나가는 '점령전'으로 변경되었다. 점령지들은 각기 다른 효과를 가지고 있으며, 상대방의 지상 혹은 공중 목표를 격파해서 점령할 수 있다. 예를 들어, 'Airfield'와 'Military Base' 지역은 팀 승리를 위한 점수를 얻을 수 있지만, 각기 다른 기능을 가지고 있다. 'Airfield'는 또 다른 시작 지점으로 설정하여 플레이어의 이동시간을 단축시킬 수 있다. 'Military Base'는 상대 점령지를 일정 시간동안 미사일로 포격을 가해서 더 빠른 점령이 가능하게 한다. 팀이 일정 이상의 포인트를 획득하면, 'Squall Line'이 시작된다는 경고가 표시되며, 일정 시간 이후부터는 격추되어도 리스폰을 할 수가 없다. 게임에 승리하기 위해서는 제한된 시간동안 더 많은 포인트를 모으거나, 'Squall Line'이 활성화 된후 사대편을 모두 격추시켜야 한다.
전투 종료 후 플레이어는 개인 점수에 따른 업적 평가에 따라 등급을 부여 받게된다. 더 높은 점수를 받기 위해서는 자신이 운영하는 병종에 맞는 임무를 수행해야 한다. 예를 들어 전투기는 다른 전투기들과 근접전을 하면 더 많은 점수를 얻을 수 있으며, 폭격기는 지상 목표물을 격파하면 더 많은 점수를 얻을 수 있다. 일반적으로 높은 개인 점수는 좋은 게임 기술을 반영하며, 더 많은 인 게임 크레딧과 경험치를 얻을 수 있다. 전투 중 제한된 시간 동안 일정 수의 적기를 격추시키는 등, 특정 조건을 만족한 플레이어는 훈장을 얻을 수 있다. 훈장을 획득한 플레이어에게는 소모품이 지급되며, 획득한 게임 내 훈장은 기록으로 남게 된다.

### 경제 시스템
월드 오브 워플레인의 경제 시스템은 월드 오브 탱크나 다른 워게이밍 타이틀과 유사하다. 게임에는 4종의 주요 재화가 등장한다 - 크레딧, 경험치, 토큰 (1.9.4부터 등장), 골드(다른 종료의 토큰은 베타 기간 동안 골드 대신에 잠시동안 임시로 사용되었다.)

## 이력

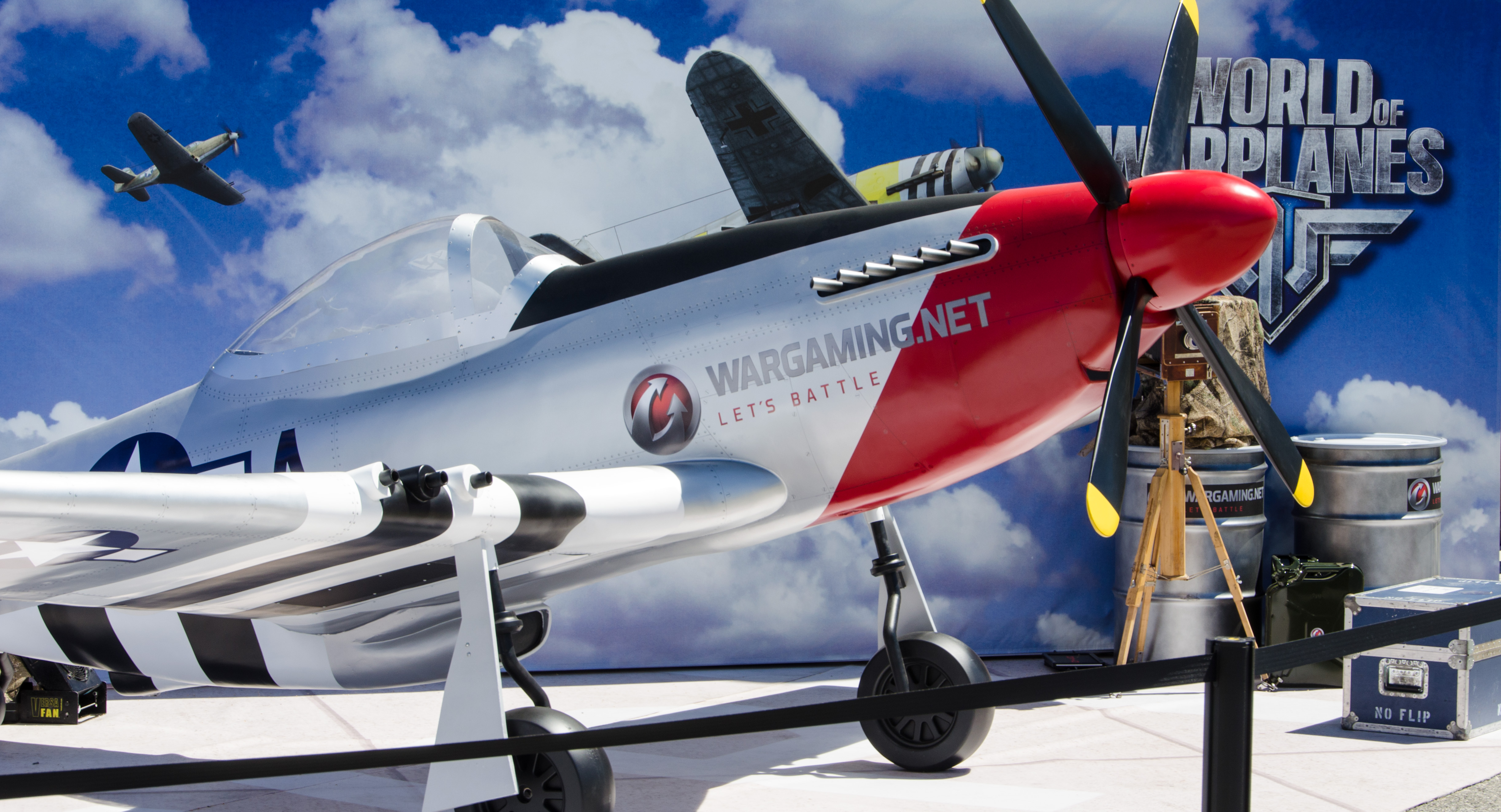
E3 2012 프로모션

워게이밍은 공중전을 배경으로하는 대규모 온라인 액션 게임의 개발을 월드 오브 탱크 개발 초창기부터 계획하고 있었다. 월드 오브 워플레인은 유럽과 북미에서 월드 오브 탱크가 출시된 지 2달도 안된 시점인 2011년 E3에서 발표되었다. 개발은 우크라이나 키에프에 위치한 워게이밍 개발 센터인 Persha Studia에서 담당하였다. 컨셉에서 개발 가능한 프로토타입이 만들어지는데 두 달밖에 걸리지 않았다. 초기 알파 테스트는 2011년 8월에 시작되었다.
워게이밍은 월드오브 워플레인 트레일러의 첫 공개를 2011년 8월 게임스컴에서 진행하였다. 워게이밍의 알파 버전 첫 번째 비공개 시연은 2011년 10월  IgroMir에서 기자 대상으로 진행되었다. 월드 오브 워플레인의 첫 번째 연구 계통으로 미국 군용기가 추가되었다.
월드 오브 워플레인 알파 테스트는 2012년 2월 23일 알파 테스터를 모집하면서 시작하였다. 월드 오브 워플레인 베타 테스트는 2012년 5월 30일 시작되었다. 테스트 첫 3달 만에 2백만명의 지원자가 신청을 했다. 월드 오브 워플레인은 2012년 European Games Awards에서 "유럽에서 가장 하고 싶은 온라인 게임"으로 선정되었다.

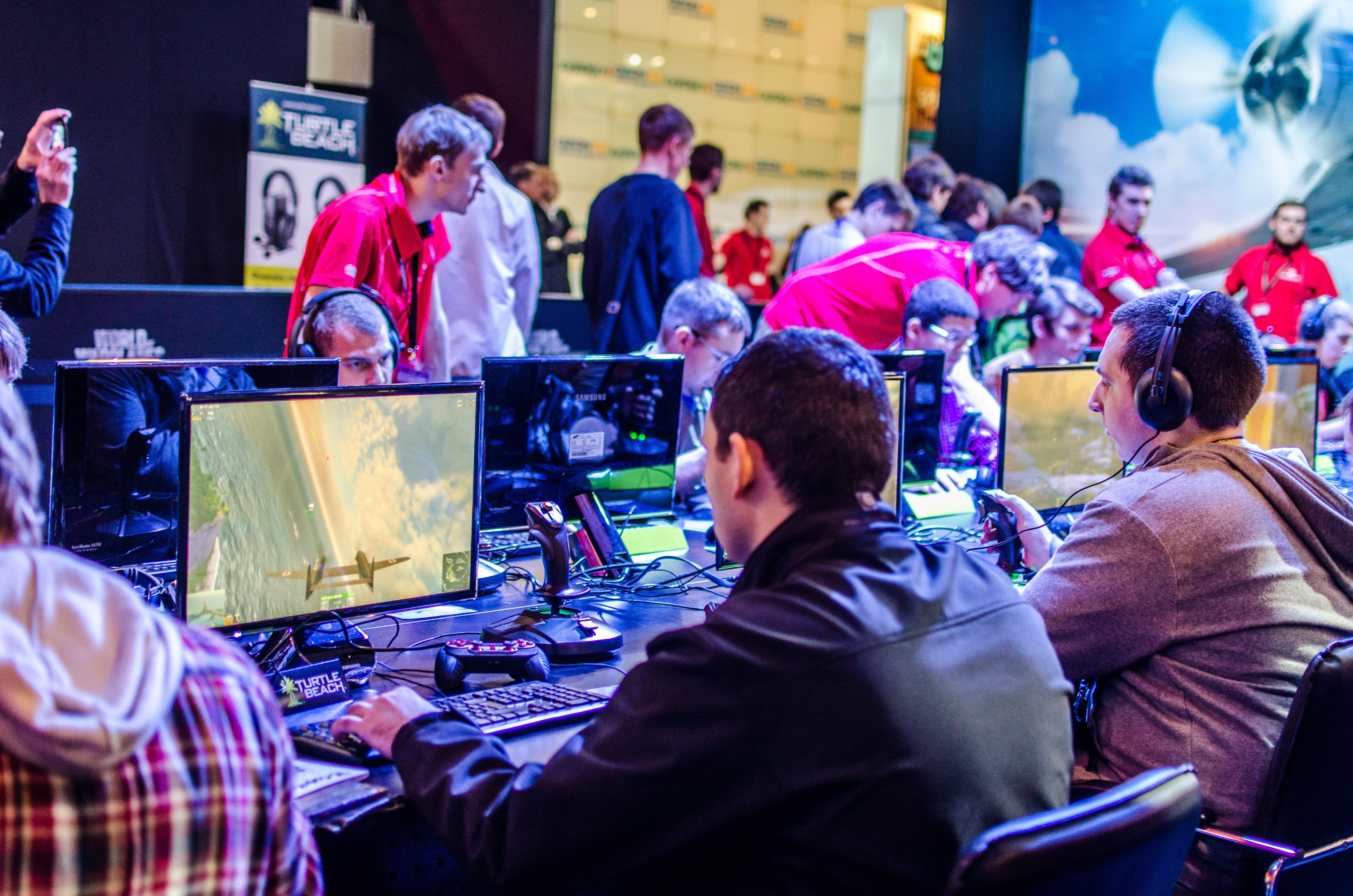
IgroMir 2012 시연회

2013년 4월 4일, 베타 테스트 참가자에게 NDA 제한이 풀리면서, 베타 테스터들이 게임에 대한 생각, 스크린샷, 영상 등을 공유할 수 있게 되었다. 당시에 게임에는 6종류의 전장과 소련, 독일, 미국, 일본의 80종 군항기가 등장하였다. 월드 오브 워플레인의 오픈 베타 테스트는 2013년 7월 2일부터 시작하였다.
2017년 10월 10일, "월드 오브 워플레인 2.0 새로운 게임 모드"라는 제목의 비디오가 월드 오브 워플레인 공식 채널에서 송개되면서, 게임 플레이 시스템 재작업과 게임 그래픽 업그레이드가 포함되어 있는 리뉴얼 버전, 월드 오브 워플레인 2.0 출시를 알렸다.
월드 오브 워플레인 2.0 출시와 함께, 새로운 퍼블리싱과 마케팅 팀도 합류하였다. 2018년 영국 메탈록 밴드인 Iron Maiden와 리드싱어 Bruce Dickinson과 공동작업을 시작하였다. 월드 오브 워플레인은 Sanctuary Records로부터 잘 알려진 "Ace High"의 음악 사용권을 획득하였다. 워드 오브 워플레인은 편곡한 Ace High을 게임 그래픽 엔진에 입힌 영상을 웹사이트에 공유하면서 페이스북과 유튜브채널에 프로모션을 진행하였다.
월드 오브 워플레인은 Iron Maiden Spitfire 특집버전을 만들어서 밴드의 Legacy of the Beast 유럽 투어에 맞추어서 2018년 6월부터 8월까지 게임내에서 무료로 배포했다. 같은 기간 동안 Iron Maiden을 주제로한 특별한 격납고와 이벤트도 진행되었다. Bruce Dickinson은 그룹의 리드싱어면서 Aeroplane에서 그룹과 특별히 콜라보레이션을 한 항공기, Ed Force One의 기장을 맡기도 한 파일럿 출신이다. 브루스는 월드 오브 워플레인의 홍보 대사직을 맡으면서 월드 오브 워플레인의 Hendon RAF Museaum 영상물시리즈에 출연하기도 했다.

## 평가
월드 오브 워플레인을 처음 런치했을 때  다양한 평가를 받았으며, 2014년 메타크리틱으로 부텨 100점 중 69점을 받았다.
2016년 3월, 워게이밍 CEO 빅티 키슬리는 "...우리는 그것을 성공이라 부를 수 없다."는 인터뷰로 월드 오브 워플레인이 기대치를 충족시키지 못한 것을 인정하였다. 개발팀에 심적으로 중대한 변화가 있었으며 새롭게 2.0버전의 개발로 이어진다.
월드 오브 워플레인 2.0은 대체적으로 긍정적인 평가를 받았으며, 게임리엑터의 Marco Vrolijk으로부터 리스폰 시스템 이식(이전 버전에는 없었음), '정복자' 게임 모드 도입, 향상된 그래픽에 대하여 좋은 평가를 받으며 8점을 받았다. 그러나 Vrolijik은 시뮬레이터를 좋아하는 사람에게 적합한 게임은 아니라고 평했다. military.com의 James Barber는 월드 오브 워플레인 2.0은 "더 나은 그래픽, 더 큰 폭발효과"를 가지고 "훨씬 더 재밌어졌다" 라고 평했다. Inside-Indie는 88%의 점수를 주었다.

## 같이 보기
- 워게이밍
- 월드 오브 탱크
- 월드 오브 워쉽
- 월드 오브 탱크 블리츠